# Naked Fish
 Denne artikel bør gennemlæses af en person med fagkendskab for at sikre den faglige korrekthed.

Naked Fish er et band med Karl Erik Pedersen som forsanger. Derudover består det af Ulrik Bust på saxofon, Jakob Ottesen på bas og Michael Friis på trommer og percussion.